# 시무라 토모유키

시무라 토모유키(일본어: 志村 知幸 しむら ともゆき[*], 1963년 12월 12일 ~ )는 일본의 남성 성우. 켄 프로덕션 소속. 이바라키현 출신. 